# سونيا أغاروال
سونيا أغاروال هي ممثلة هندية، ولدت في 28 مارس 1982 في الهند.

## وصلات خارجية
- سونيا أغاروال على موقع IMDb (الإنجليزية)
- سونيا أغاروال على موقع قاعدة بيانات الفيلم (الإنجليزية)